# Viscosia angustata
Viscosia angustata är en rundmaskart som först beskrevs av Nathan Augustus Cobb 1890.  Viscosia angustata ingår i släktet Viscosia och familjen Oncholaimidae. Inga underarter finns listade i Catalogue of Life.